# Deux Femmes en or (film, 1970)
Ne doit pas être confondu avec Deux Femmes en or (film, 2025).
Pour plus de détails, voir Fiche technique et Distribution.
Deux Femmes en or est un film québécois réalisé par Claude Fournier sorti en 1970.

## Synopsis
Deux voisines, exaspérées par le fait que leurs époux ne leur accordent pas une grande attention, ont des aventures sexuelles avec plusieurs hommes, habituellement des livreurs ou autres personnes exerçant leur métier à domicile, comme des réparateurs, etc.
Le titre vient notamment de la scène finale, alors que le juge à leur procès pour adultère, indiquant comprendre leurs motifs, conclut son discours en disant: « Vous êtes deux femmes... en or! »

## Nature du film et contexte historique
Ce film s'inscrit dans une vague de films érotiques ayant caractérisé le cinéma québécois pendant quelques années à partir de 1968, dont les deux autres exemples les plus connus sont Valérie (1968) et L'Initiation (1970). Ces nouveaux films font écho au cinéma du même genre venu notamment de Scandinavie à la même époque, mais prennent une signification particulière dans un Québec en pleine Révolution tranquille, à peine sorti du carcan moralisateur séculaire de l'Église. Les scènes sexuelles, assez nombreuses, sont toutefois relativement courtes et peu explicites : si on voit des poitrines dénudées et des femmes nues de dos, on ne voit ni le sexe de l'homme ni celui de la femme, et l'acte sexuel lui-même est à peine évoqué. Ce qui a fait la marque de commerce et le succès de ce film, c'est la nouveauté de cette nudité, le libertinage, provocateur pour l'époque, affiché par les deux femmes jouant les rôles principaux, et l'enfilade de vedettes masculines québécoise y ayant joué de courts rôles alors qu'elles étaient plus connues comme comiques que comme sex-symbols (Yvon Deschamps, Paul Berval, Paul Buissonneau...), outre, justement, une touche d'humour qu'on ne trouvait pas dans les films analogues des autres pays. À ce titre, notons le clin d'oeil qu'a fait le réalisateur en choisissant pour le rôle du juge le syndicaliste Michel Chartrand, qui n'était pas acteur mais était connu à l'époque pour avoir lui-même fait de la prison à répétition en raison de ses activités militantes.

## Tournage
- Le film a été tourné en deux mois, du 24 novembre 1969 au 9 juin 1970
- Le tournage prend principalement place à Montréal, dans plusieurs endroits de Ville-Marie et à l'hippodrome Blue Bonnets ainsi qu’à Brossard : la maison des Lamoureux et celle des Turcot sont les deux premières construites d'un nouveau quartier pavillonnaire et prennent aujourd'hui place aux 7385 et 7395 de l'avenue Malo. L'avenue Malo verra à peine six mois plus tard dans une maison presque mitoyenne à celles utilisées pour le tournage la création d'une autre œuvre majeure : l'album Jaune de Jean-Pierre Ferland.
- C’est le premier film québécois tourné en Technicolor[2]

## Réception
Ce film a été mal reçu d'emblée par la critique, impopularité qui ne s'est jamais démentie par la suite. On reproche essentiellement à Claude Fournier d'avoir voulu profiter de la vague de popularité du cinéma érotique (manifestée par les succès commerciaux des films de Denis Héroux) en montant un film facile dont le scénario est décousu et inconsistant. 
Il n'en reste pas moins qu'il demeure à ce jour un des plus grands succès commerciaux du cinéma québécois. À sa sortie, il a attiré 2 000 000 de spectateurs, donnant lieu à des recettes surpassant celles de tous les autres films projetés au Canada, y compris les films américains. Il est toutefois passé plutôt inaperçu en France (5 300 spectateurs), où il a été diffusé sous le titre Deux filles perverties.

## Remake
En décembre 2022, on annonce qu'une relecture moderne du film sera faite par Chloé Robichaud avec une scénarisation de Catherine Léger. En janvier 2024, Laurence Leboeuf et Karine Gonthier-Hyndman sont annoncées comme les deux actrices qui occuperont les rôles principaux campés par Monique Mercure et Louise Turcot en 1970. Le tournage devrait débuter le 28 janvier 2024 et le film prendre l'affiche à l'été 2025.

## Fiche technique
- Réalisateur : Claude Fournier
- Producteur : Pierre Lamy
- Scénario : Claude Fournier et Marie-José Raymond
- Image : Claude Fournier
- Musique : Robert Charlebois
- Montage : Claude Fournier
- Décorateur : Jocelyn Joly et Marie Robert
- Costumes : Jocelyn Joly et Marie Robert
- Format : couleur
- Durée : 106 minutes
- Date de sortie : 1970

## Distribution
- Monique Mercure : Fernande Turcot
- Louise Turcot : Violette Lamoureux
- Marcel Sabourin : Yvon-T. Turcot
- Donald Pilon : Bob Lamoureux
- Yvon Deschamps : Monsieur Téléphone
- Donald Lautrec : Monsieur Lait
- Gilles Latulippe : Monsieur Jolicoeur, le nettoyeur
- Réal Béland : Le raconteur de blagues
- Francine Morand : Miss Cinéma
- Paul Buissonneau : Monsieur Plâtre
- Paul Berval : Monsieur Tapis
- Jean Lapointe : Le sergent détective Poivrot
- Raymond Lévesque : Le policier
- Jérome Lemay : Le détective
- Janine Sutto : Madame Lalonde
- Georges Groulx : François-Xavier Lalonde
- Jean-Vincent Fournier : Vincent Turcot
- Michel Chartrand : Le juge
- Lucien Lecompte : Monsieur Tabarnak
- Michel Verrier : Le traiteur "chinois"
- Sidney Rosenstone : Le producteur américain
- Vittorio Fiorucci : Le photographe de Playboy
- Raymond Juteau
- Bruno Cyr
- Guy Godin
- Dick Shane
- Earl Pennington
- Ingrid Saumart
- Paul Gauthier
- Gérard De Guire
- Josée Vanasse
- Conrad Lachance
- Myriam Dubuis
- Ingrid Fisher
- Suzanne Côté
- Claude Poirier